# Robert John Burke
Robert John Burke (* 12. September 1960 als Robert Burke in Washington Heights, New York) ist ein US-amerikanischer Schauspieler.

## Kurzbiografie
Robert John Burke hatte seinen ersten Auftritt als Schauspieler 1981 im Alter von 21 Jahren in dem Filmdrama Die Erwählten nach dem Roman von Chaim Potok. In den 1980er Jahren studierte er Schauspiel an der State University of New York.
Einen größeren Bekanntheitsgrad erreichte Burke als Hauptdarsteller in dem Science-Fiction-Film RoboCop 3 und in dem Horrorfilm Thinner – Der Fluch nach dem Buch von Stephen King. Als Seriendarsteller hatte er zahlreiche Gastauftritte, so u. a. in Sex and the City, Law & Order, CSI: Miami und in Die Sopranos.
Von 2002 bis 2020 hatte er als Ed Tucker 18 Jahre lang eine wiederkehrende Gastrolle in der Krimiserie Law & Order: Special Victims Unit.

## Filmografie (Auswahl)
- 1981: Die Erwählten (The Chosen)
- 1986: Nightmare Weekend
- 1989: Verdacht auf Liebe (The Unbelievable Truth)
- 1991: Die Lust der schönen Rose (Rambling Rose)
- 1992: Simple Men
- 1992: Dust Devil
- 1993: Die Spur des Windes – Das letzte große Abenteuer (A Far Off Place)
- 1993: RoboCop 3
- 1993: Tombstone
- 1994: RoboCop vs. The Terminator (Videospiel)
- 1995: Crazy for a Kiss
- 1996: Thinner – Der Fluch (Thinner)
- 1996: Fled – Flucht nach Plan (Fled)
- 1996: Killer – Tagebuch eines Serienmörders (Killer: A Journal of Murder)
- 1997: Cop Land
- 1997: Mayday – Flug in den Tod
- 1998: A Bright Shining Lie – Die Hölle Vietnams (A Bright Shining Lie, Fernsehfilm)
- 1998: Alptraum im Airport (Midnight Flight)
- 2001: No Such Thing
- 2002: Geständnisse – Confessions of a Dangerous Mind (Confessions of a Dangerous Mind)
- 2002: Sex and the City (Fernsehserie, 2 Folgen)
- 2002–2020: Law & Order: Special Victims Unit (Fernsehserie, 29 Folgen)
- 2003: Piggie
- 2004: Connie und Carla (Connie and Carla)
- 2004: Speak – Die Wahrheit ändert alles (Speak)
- 2004: Die Sopranos (The Sopranos, Fernsehserie, eine Folge)
- 2004–2009: Rescue Me (Fernsehserie, 34 Folgen)
- 2005: München (Munich)
- 2005: Good Night, and Good Luck.
- 2005: Hide and Seek
- 2006: Dein Ex – Mein Albtraum (Fast Track)
- 2006–2007: Kidnapped – 13 Tage Hoffnung (Kidnapped, Fernsehserie, 11 Folgen)
- 2007–2012: Gossip Girl (Fernsehserie, 27 Folgen)
- 2008: Miracle at St. Anna
- 2009: Gesetz der Straße – Brooklyn’s Finest (Brooklyn’s Finest)
- 2011: Ohne Limit (Limitless)
- 2011: White Collar (Fernsehserie, Folge 3x04)
- 2012: Safe – Todsicher (Safe)
- 2012–2013: Person of Interest (Fernsehserie, 16 Folgen)
- 2012–2013: Army Wives (Fernsehserie, 16 Folgen)
- 2013: 2 Guns
- 2014: Nurse Jackie (Fernsehserie, 2 Folgen)
- 2015: True Story – Spiel um Macht (True Story)
- 2018: BlacKkKlansman
- 2021: Intrusion
- 2023: Boston Strangler
- 2025: The Last of Us (Fernsehserie, 3 Folgen)

## Auszeichnungen
- 2006: Nominiert für den Screen Actors Guild Award als bester Darsteller in Good Night, and Good Luck. (2005).